# 百人秀歌
『百人秀歌』（ひゃくにんしゅうか）は、藤原定家の撰による歌集である。1951年、有吉保によって存在が明らかになった。

## 概要

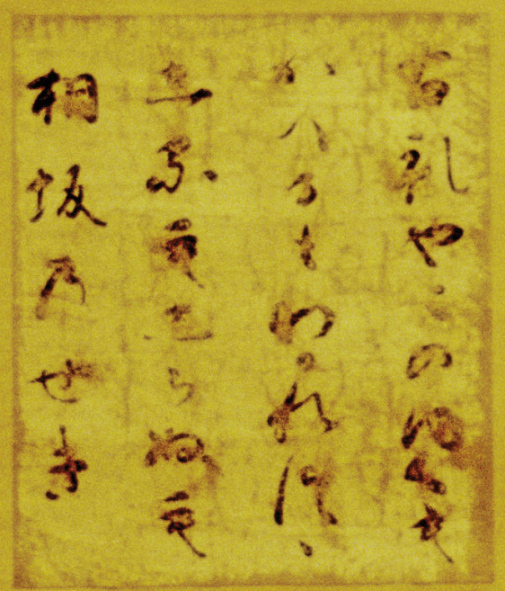
小倉色紙（蝉丸）

一般には、定家撰の『百人一首』の前に記された物であると考えられている。『百人一首』が1首ずつ年代順に記されているのに対し、『百人秀歌』は2首で1組という構成になっている。
『百人一首』に記されている100人100首の歌と比べると、98人の歌人による97首の歌が一致しているが、3首は異なり、1首が多く、百人秀歌には合計101首の歌が歌合せの形で採録されている。なぜこのような採用になっているかは定かではないが、承久の乱を計画し鎌倉幕府に流罪処分を受けていた最中の後鳥羽院と順徳院の歌が『百人一首』にあり『百人秀歌』に無い事から、百人一首にも当初は無かったものが後世に差し替えられたとの説がある。採られている歌の相違点を比較すると『百人秀歌』の方が古態を留めていると考えられるケースが多いことから、本書は『百人一首』の原撰本（プロトタイプ）であると考えられている。
写本は宮内庁書陵部に現存する。

## 小倉百人一首との主な相違点
| 歌一覧       | 歌一覧       | 歌一覧 |
| 番号         | 詠み人       | 歌 |
| ------------ | ------------ | --- |
| 10.          | 蝉丸         | （秀歌）これやこの 行くも帰るも 別れつつ 知るも知らぬも 逢坂の関 （一首）これやこの 行くも帰るも 別れては 知るも知らぬも 逢坂の関         |
| 14.          | 河原左大臣   | （秀歌）みちのくの 忍ぶもぢずり 誰ゆゑに 乱れむとおもふ 我ならなくに （一首）みちのくの 忍ぶもぢずり 誰ゆゑに 乱れそめにし 我ならなくに   |
| 55.          | 大納言公任   | （秀歌）瀧の音は たえて久しく 成りぬれど 名こそ流れて なほとまりけれ （一首）瀧の音は たえて久しく 成りぬれど 名こそ流れて なほ聞こえけれ |
| 74.          | 源俊頼       | （秀歌）山桜さきそめしより久方の くもゐにみゆる瀧の白糸 （一首）憂かりける人をはつせの山おろしよはげしかれとは祈らぬものを                |
| 77.          | 崇徳院       | （秀歌）瀬をはやみ 岩にせかるゝ 瀧川の われて末にも あはむとそおもふ （一首）瀬をはやみ 岩にせかるゝ 瀧川の われても末に あはむとそおもふ |
| 99.          | 後鳥羽院     | 秀歌に収録なし |
| 100.         | 順徳院       | 秀歌に収録なし |
| 秀歌のみ収録 | 一条院皇后宮 | よもすがら契りしことを忘れずはこひん涙の色ぞゆかしき                                                                                      |
| 秀歌のみ収録 | 権中納言国信 | 春日野の下萌えわたる草の上につれなく見ゆる春の淡雪                                                                                        |
| 秀歌のみ収録 | 権中納言長方 | 紀の国の由良の岬に拾ふてふたまさかにだに逢ひ見てしがな                                                                                    |